# 大津びわこ競輪場
大津びわこ競輪場（おおつびわこけいりんじょう）は、滋賀県大津市にかつて存在した競輪場で、2011年3月11日に開催廃止となった。廃止時の施設所有および主催は大津市で、実施は日本自転車競技会近畿支部。

## 概要
大津びわこ競輪場は、競輪人気に着目した佐藤与吉（のち滋賀県自転車振興会理事長を歴任）が近江神宮外苑公園を競輪場にすることを提案。これに滋賀県と大津市が同意して共同で1950年に大津びわこ競輪場を開設し、主催数を折半する形で運営が行われていた。
1989年より滋賀県は開催から撤退し大津市の単独開催となったが、滋賀県はそれ以降も場内の土地は保有していた。
特別競輪（GI）である高松宮記念杯競輪（後述）は第1回から長らく同地で開催され続けたほか、現役時代は滋賀支部に所属し高松宮杯競輪（当時）3連覇を達成した中井光雄を称え「中井光雄杯」が開催されていた。
イメージキャラクターは「ビッシー」で、ネッシーをもじった名の琵琶湖の恐竜である。それにちなんで「ビッシーカップ争奪戦」が開催されていた。
CSでの中継放送の専属解説者は元選手の尾池孝介が務めていた。トータリゼータシステムは日本トーターを採用していた。
2009年1月より重勝式投票「チャリロト」の発売を行っていたが、最終開催日のチャリロトについては、全的中が出なかった場合は1レースのみ外れ（どのレースでもよい）でも的中扱いとし、それも出なかった場合はキャリーオーバー分も含めて大津市の収入となることが公表されていた。しかし初日の確定後に二日目以降が開催中止となったためキャリーオーバーが宙に浮く形になったものの、その後、開催を行なった初日に遡って「1レースのみ外れ」の特例を適用する形で繰り上げ的中とすることが発表され、繰り上げ的中者のいなかった「チャリロト・セレクト」は大津市の収益となったが、それ以外は払戻が行なわれた。

## 高松宮記念杯競輪
1950年4月20日の初開催に『高松宮同妃賜杯競輪』として開催され、以降毎年5月または6月に、GI（特別競輪）『高松宮記念杯競輪』（1997年までは『高松宮杯』）を当地で恒久的に開催していた。当初は記念競輪（現在でいうGIII）であったが、後に特別競輪に昇格したため、競輪の規定により大津びわこ競輪場では特別競輪への昇格後は小倉競輪場（『朝日新聞社杯競輪祭』を開催）ともども開設記念競輪を行なっていなかった。なお、滋賀県と大津市が共同で開催を行っていた頃は、県と市で隔年で『高松宮杯競輪』を主催していた。また、『高松宮記念杯競輪』は当地が廃止された翌年からは開催を希望する競輪場にて持ち回り開催として継続して開催されているが、現在は同じ近畿の岸和田競輪場が積極的に引き受けて開催している。

## バンク
500mであった。かつては、4コーナーから直線にかけて走路の真ん中あたりがよく伸びるため、その部分が「びわこ道」と呼ばれていたが、後に改修工事によってクセの無い標準的な500mバンクとなった。

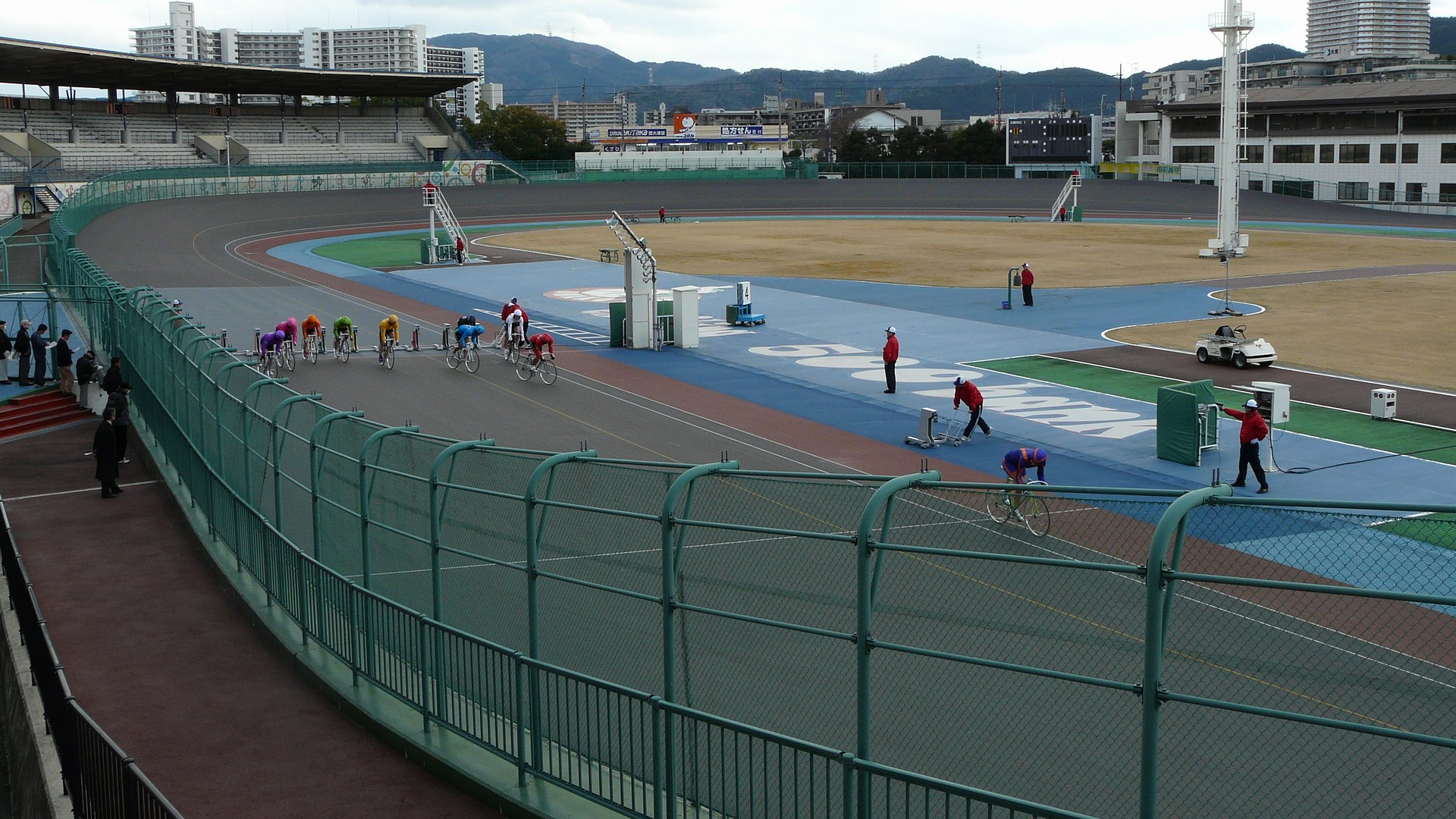
バンク
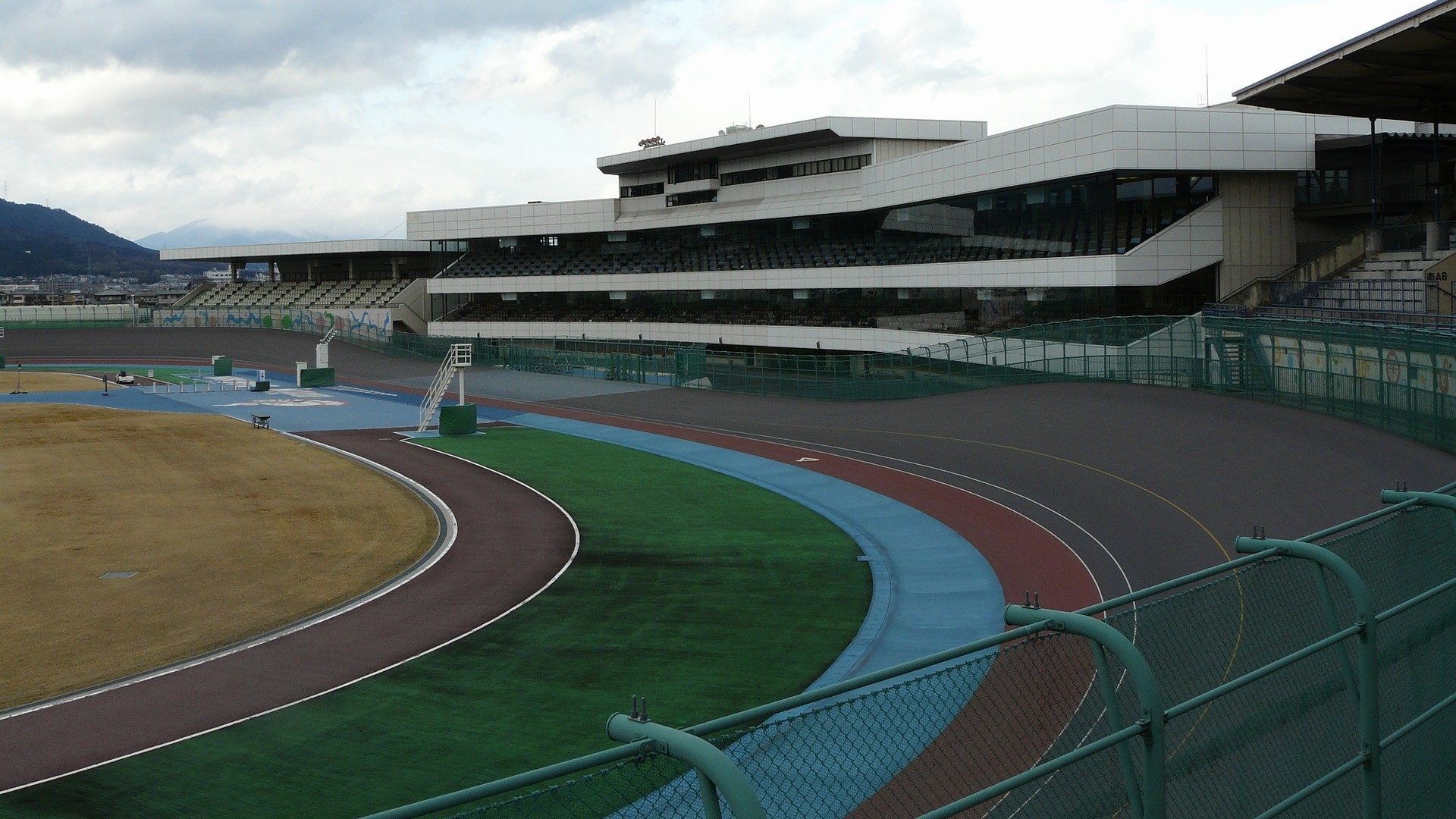
観客席
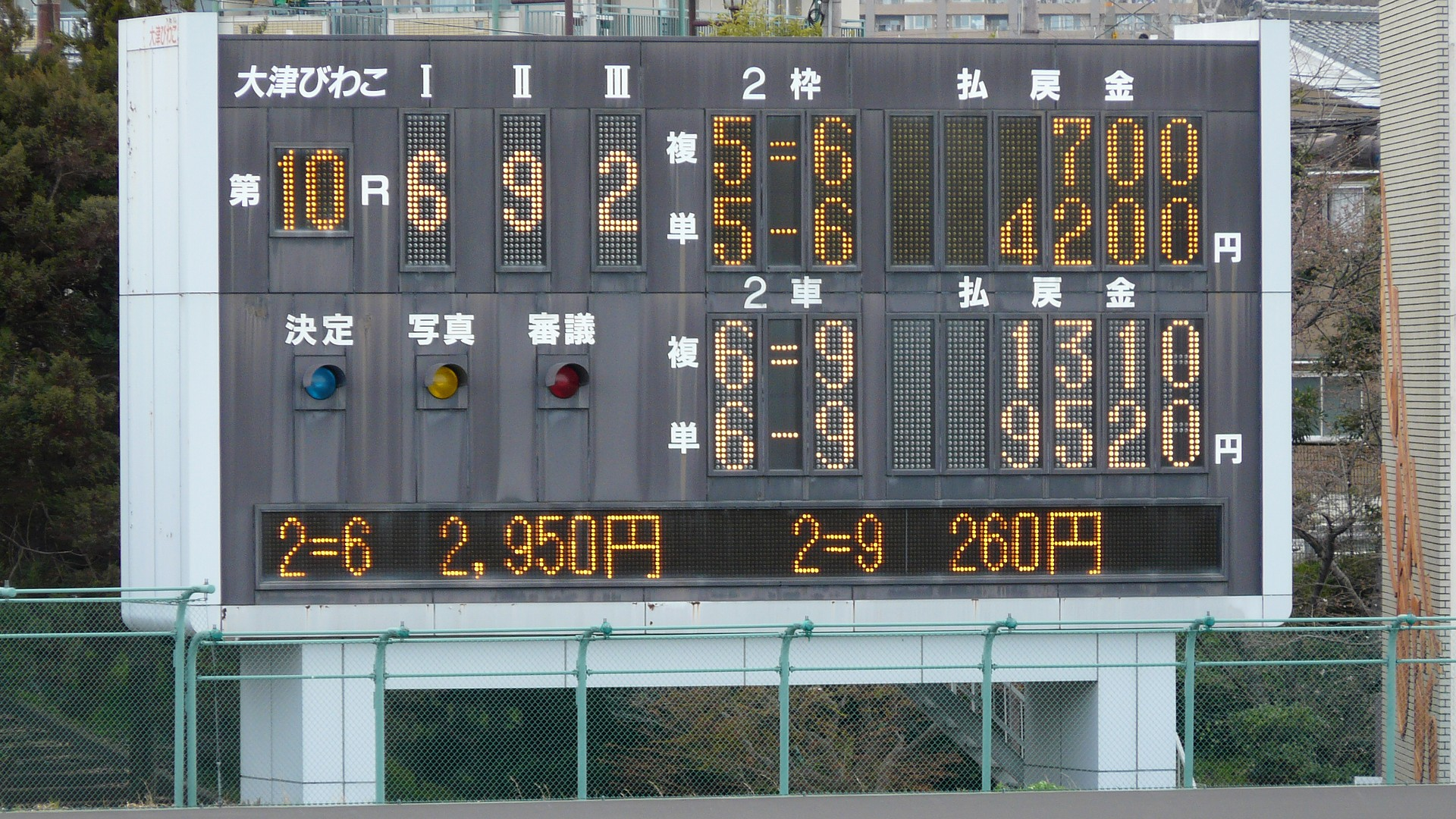
電光掲示板
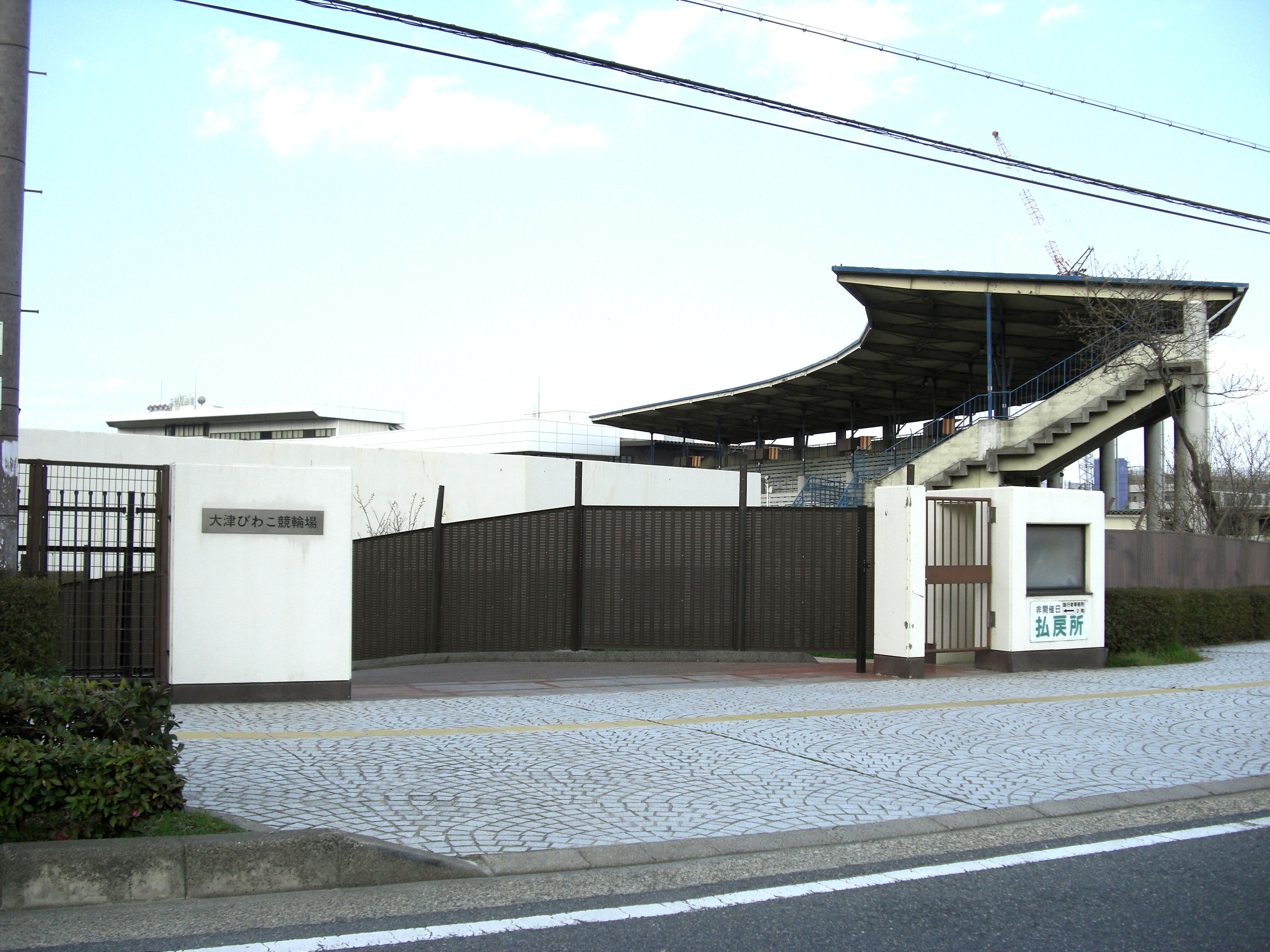
南側より

## 廃止の経緯
晩年の大津びわこ競輪場は、競輪事業収入の70%以上を占める高松宮記念杯競輪での収益で、その他の赤字の開催分を補填するという運営を行っていた。しかし、2004年からは売上額が減少したために、その高松宮記念杯競輪で得られた収益をもってしてもカバーできずに、年間収支が連続して赤字となり、その累積額が18億円までに増加していた。
2010年6月2日、主催者である大津市長の目片信（当時）は定例会見で、「今年（2010年）の売り上げ額が（前年比10%減となる）110億円を下回った場合は、9月の定例市議会で事業廃止について申し上げなければならない」と、大津びわこ競輪場の存廃の協議に入ることを表明した。その結果、2010年の高松宮記念杯競輪の売上額は、目標の133億円に遠く及ばない107億4605万1900円（チャリロトを含む金額）に留まったことを受け、目片は2011年以降の高松宮記念杯競輪の開催返上も視野に入れることも明かした。
2010年9月17日、同日付の京都新聞は、大津市が2011年3月をもって全ての競輪事業を終了し、大津びわこ競輪場を廃止する方針であることを報じた。大津市も報道を認め、本場での最終開催は2011年3月11日から13日までのFII競走「びわこファイナルカップ」となり、場外発売も同月29日をもって終了し、大津びわこ競輪場は閉鎖されることが決定した。
しかし、その最終開催の初日に東北地方太平洋沖地震（東日本大震災）が発生したため、その影響により2日目以降が中止となり、以降の開催および場外発売も行われなかったため、事実上2011年3月11日をもって閉場となった。

## 跡地問題
大津びわこ競輪場設立時の経緯から、大津市は滋賀県に対し競輪場の土地賃借料を支払い続けていたが、競輪の開催廃止にあたり市が県に土地を明け渡す場合には敷地を更地にすることが必要であったため、競輪場施設の利用継続と賃借料の減免を県に求めたところ難色を示されたことから、市が県に交渉した結果、滋賀県立体育館など大津市の市有地上に県施設が建設されている土地数か所を市が県に譲渡する代わりに、県が競輪場の土地を譲渡するという、事実上の等価交換を行なうことで県と市が合意し、競輪場は大津市が単独で所有することになった。
跡地の利用については、駐車場であった敷地は一部が既に所有者へ返還されており、山側の駐車場跡地は地元のスーパー平和堂が店舗を建設しオープンさせている。しかし競輪場の施設部分については、サッカー関係者からサッカー場としての活用が要望されていたが、それ以前に競輪場施設の全面撤去に多額の費用が必要なことから利用方針を立てること自体に難航し、競輪廃止後もしばらくは自転車競技場として維持され続けた。
2016年4月に大津市は競輪場の敷地全体を民間に一括で貸出し、現施設の撤去と公園としての整備を肩代わりさせた後に市へ土地を返還させ、その代わりとして敷地の一部を借地権の下で自由に使用することを認める方針を決定し、これに基づき2017年2月に『大津びわこ競輪場跡地公募提案型貸付事業』としてプロポーザル方式により公募したところ数社から応募があり、大津市と跡地利用の支援企業である株式会社日本総合研究所が選考を行った結果、同年8月に大和ハウスグループの大和リースが事業者として選ばれた。
計画では旧施設撤去後に新たな商業施設とバスケットボールコートなど多目的スペースとなる広場を持つ公園や付属施設などを整備する予定とし、大和リースは旧競輪場の施設解体費19億円を含む53億円の再開発費用を負担し、整備後は公園部分の敷地を先に大津市へ返還した上で商業部分の借地料として年間8400万円を負担することになった。新たな施設は2019年（令和元年）11月29日に「ブランチ大津京」として完成し、敷地の借り受け期間は31年としている。
これに先立ち自転車競技場として使用されていた施設は2017年2月28日をもって閉鎖、のち撤去された。なお、自転車競技場の代替施設については滋賀県が県による施設の建設は難しいと表明しており、現在も建設されていないことから、全国の都道府県で唯一、自転車競技向けのバンク走路が存在しない県となった。また、大津びわこ競輪場を練習拠点としていた選手の大半が閉鎖後に京都、奈良など他県に移籍したこともあり、日本競輪選手会滋賀支部は2018年4月に隣県の福井支部に統合され消滅した（ただし、金山栄治のように滋賀県を登録地としている選手は存在している）。
滋賀県では2025年（令和7年）に国民スポーツ大会を開催するが、自転車トラック競技については京都府向日市にある京都向日町競輪場にて実施されることとなった。

## アクセス
JR湖西線大津京駅または京阪石山坂本線皇子山駅下車、徒歩10分。
無料送迎バスが大津京駅（約5分・京阪バス運行）とJR東海道本線（琵琶湖線）大津駅（約10分）から運行されていたほか、1990年代までは京都・四条大宮方面への無料送迎バスも運行されていた。
1950年から1964年までは、競輪場の近隣を通っていた江若鉄道が臨時駅（競輪場前駅）を設置していた。